# Juni 2008
| Juni 2008 |
| Månader under 2008: Januari · Februari · Mars · April · Maj · Juni · Juli · Augusti · September · Oktober · November · December ← December 2007 · Januari 2009 → |

## Händelser
- 1 juni - En stor brand inträffar i filmbolaget Universal Studios lokaler och förstör ett flertal byggnader och åkattraktioner.
- 12 juni - I en folkomröstning röstar Republiken Irland nej till Lissabonfördraget.
- 14 juni - En ny motorväg invigs mellan Småröd och Håby i svenska Bohuslän.
- 14 juni-14 september - En världsutställning hålls i Zaragoza i Spanien.[1]
- 15 juni - En stor brand utbryter på Ursviksskolan utanför Skellefteå.
- 18 juni - Sveriges riksdag röstar igenom FRA-lagen trots starkt folkmotstånd.[2]
- 22 juni - Morgan Tsvangirai meddelar att han drar tillbaka sin kandidatur till den andra omgången av presidentvalet i Zimbabwe den 27 juni mot Robert Mugabe, på grund av den zimbabwiska regeringens våld mot oppositionens anhängare.
- 27 juni - I den andra omgången av presidentvalet i Zimbabwe är Robert Mugabe ensam kandidat.
- 29 juni - Spanien besegrar Tyskland med 1-0 i finalen av årets upplaga av europamästerskapet i fotboll, som spelas i Österrike och Schweiz.

### Fotnoter
1. ↑  Nyhetskalendern 2008 (27 december 2007). ”Dagens Nyheter”. http://www.dn.se/nyheter/nyhetskalendern-2008. Läst 2 januari 2008.
2. ↑  Sofie Strandberg,  Tobias Österberg. ”Ja till ny avlyssningslag”. Aftonbladet. http://www.aftonbladet.se/nyheter/article11442249.ab. Läst 11 september 2016.